# Engelshagen
Engelshagen ist eine Hofschaft in Hückeswagen im Oberbergischen Kreis im Regierungsbezirk Köln in Nordrhein-Westfalen (Deutschland).

## Lage und Beschreibung
Engelshagen liegt im nördlichen Hückeswagen nahe der Wuppertalsperre. Nachbarorte sind Hangberg, Steffenshagen, Ulemannssiepen und Höhsiepen. 
Die Hofschaft ist über eine Zufahrtsstraße erreichbar, die zwischen Dörpmühle und Wiehagen von der Kreisstraße K2 abzweigt und auch Hammerstein, Voßhagen und Dürhagen anbindet. In Engelshagen entspringt der Höhsieperbach, der in die Wuppertalsperre mündet. Als Kulturdenkmal gilt der Wehrturm Engelshagen.

## Geschichte
1481 wurde der Ort das erste Mal in einer Spendenliste für den Marienaltar der Hückeswagener Kirche urkundlich erwähnt. Schreibweise der Erstnennung: (Engel) im Haigen. Die Karte Topographia Ducatus Montani aus dem Jahre 1715 zeigt den Hof als Voßhagen. Im 18. Jahrhundert gehörte der Ort zum bergischen Amt Bornefeld-Hückeswagen. 
Im Gemeindelexikon für die Provinz Rheinland werden 1885 sechs Wohnhäuser mit 54 Einwohnern angegeben. Der Ort gehörte zu dieser Zeit zur Landgemeinde Neuhückeswagen innerhalb des Kreises Lennep. 1895 besitzt der Ort sechs Wohnhäuser mit 51 Einwohnern, 1905 sechs Wohnhäuser und 30 Einwohner.

## Wander- und Radwege
Folgende Wanderwege führen durch den Ort:
- Der Ortswanderweg ■ von Kräwinklerbrücke zum Hückeswagener Zentrum

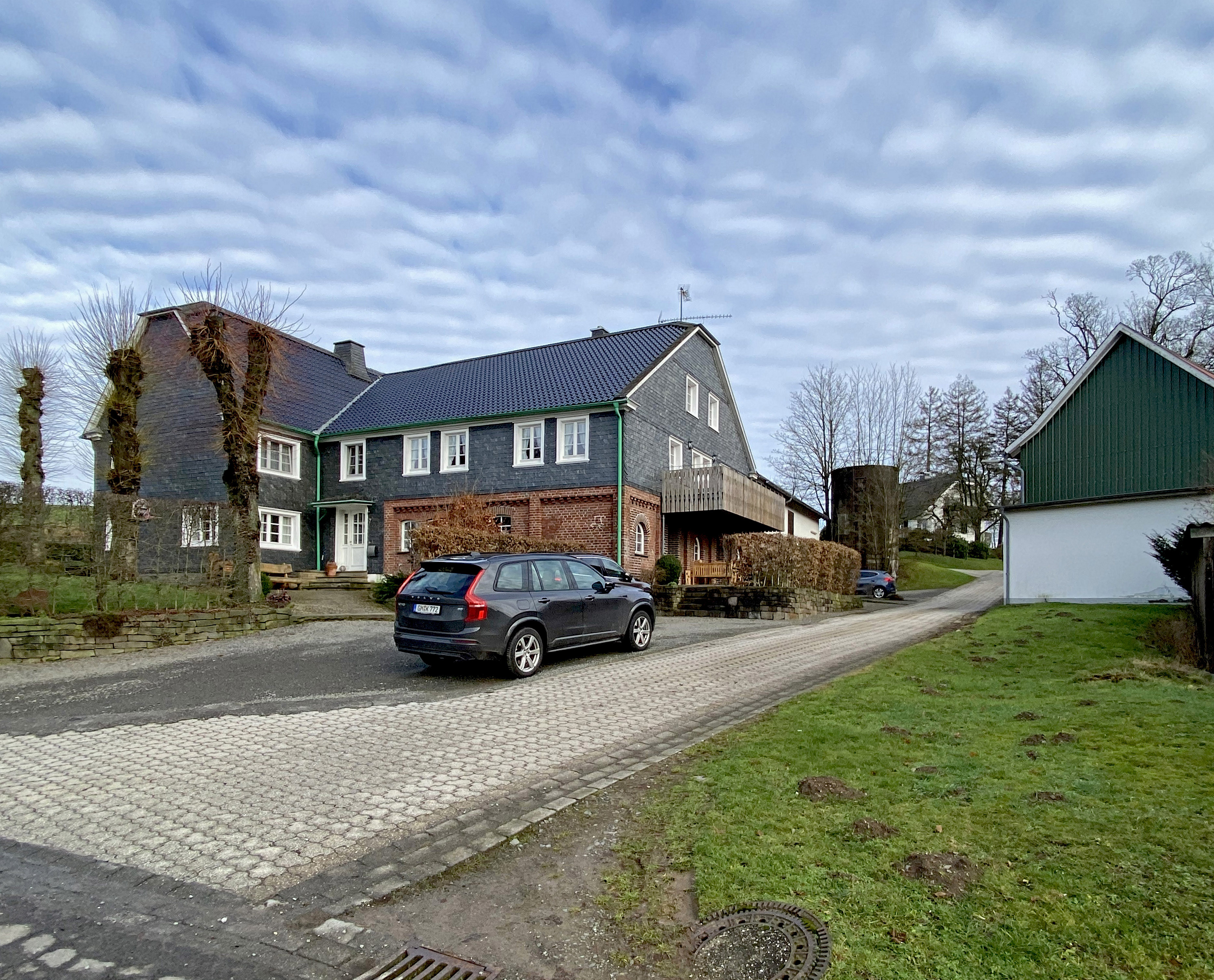
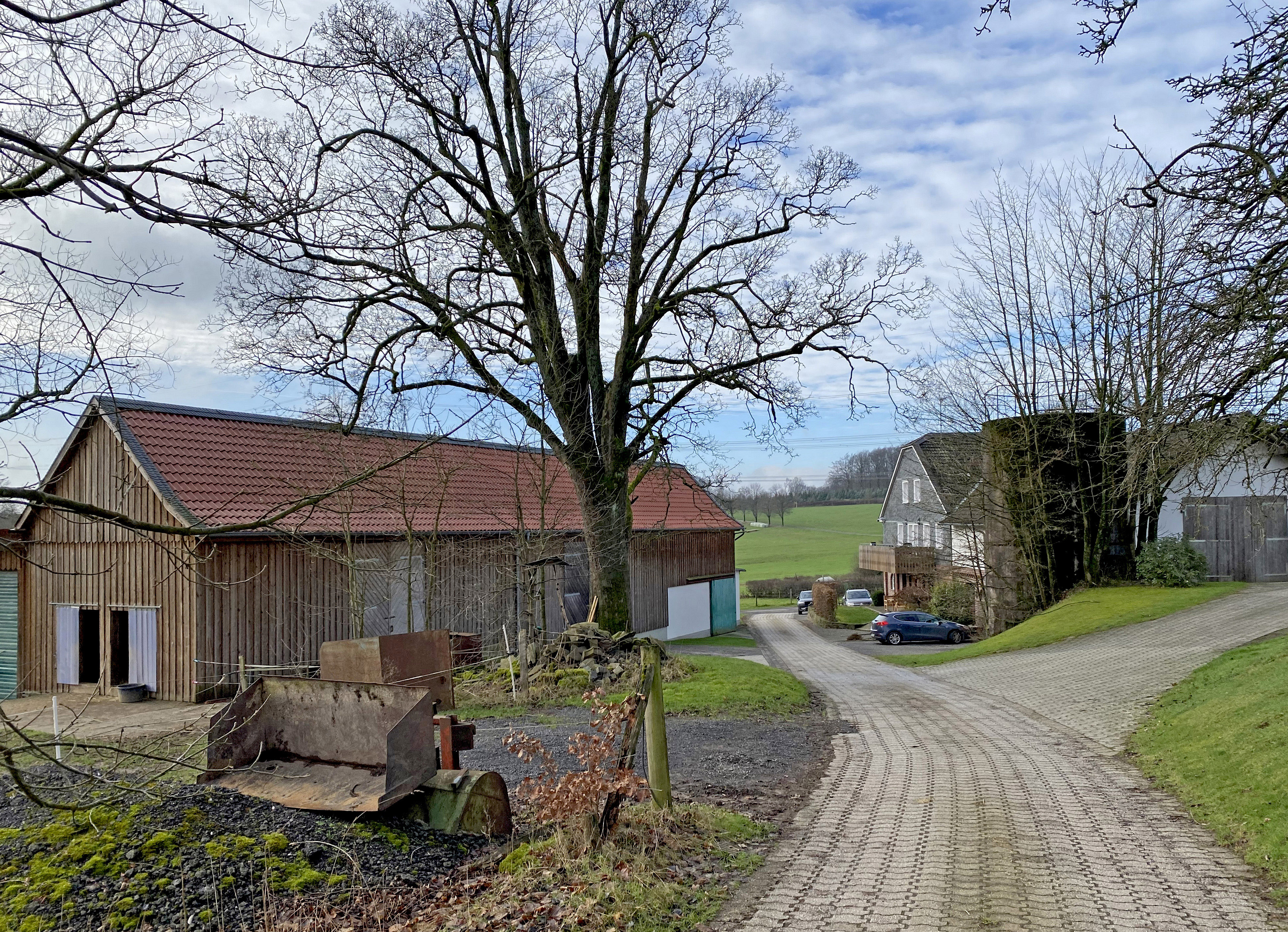
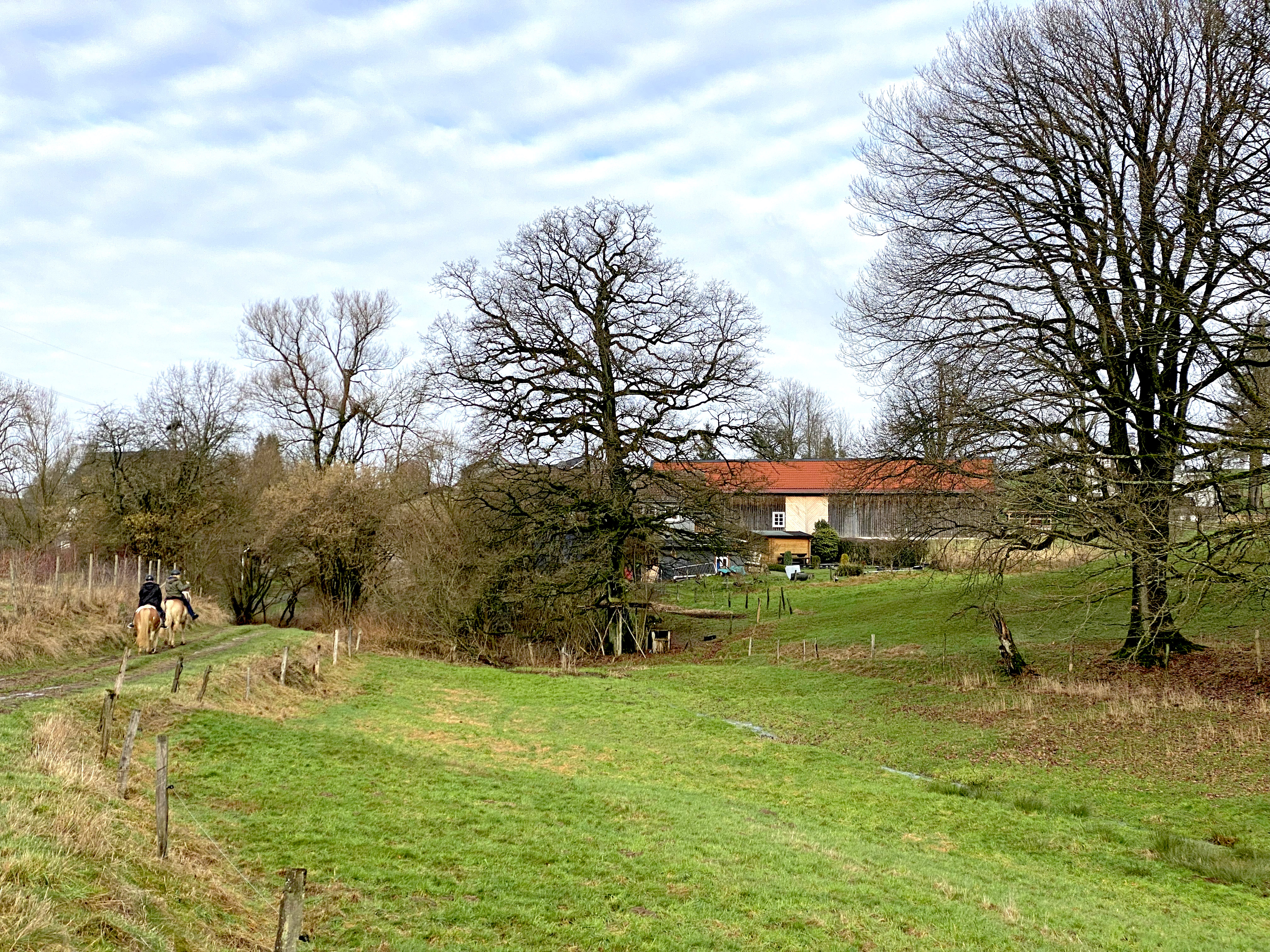
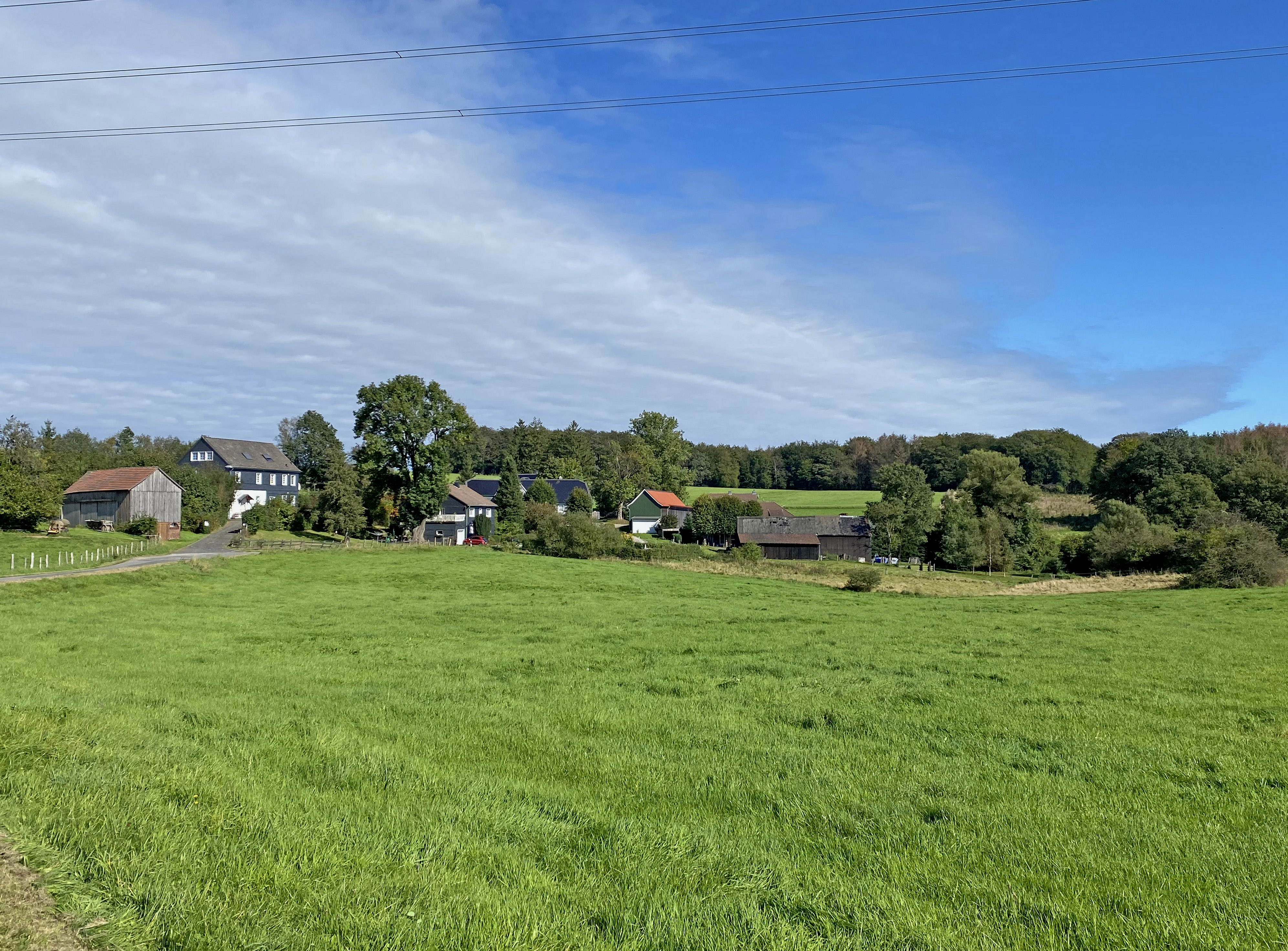

- Der Ortsrundwanderweg A8